# 小燕鳐
小燕鳐（学名：Cypselurus brevis）为飞鱼科燕鳐属的鱼类。在中国，分布于南海等海域。

## 扩展阅读
維基物種上的相關：小燕鳐